# Walter Tennyson Swingle
Walter Tennyson Swingle (Municipio de South Canaan; 8 de enero de 1871 - Washington D. C.; 19 de enero de 1952) fue un botánico y agrónomo estadounidense.

## Biografía
Era hijo de John Fletcher Swingle y de Mary Astley. En 1873 se mudan a Texas.
En 1888, es botánico asistente en la Estación Experimental Agrícola de Kansas. Obtiene su Bachelor of Sciences en la Escuela de Agricultura del Universidad Estatal de Kansas en 1890; y su Master of Sciences en 1896.
En 1891, ingresa a la Oficina de Plantas Industriales del Ministerio de Agricultura USDA, servicio donde trabaja hasta 1941.
De 1895 a 1896, completa sus estudios en la Universidad de Bonn, y en 1898 en Leipzig.
Se casa con Lucie Romstaedt el 8 de junio de 1901; y ella fallece en 1910. Vuelve a casarse el 2 de octubre de 1915 con Maude Kellerman.
En 1922 obtiene un Doctorado en Ciencias.
A partir de 1941, trabaja como consejero en Botánica tropical en la Universidad de Miami.
Swingle organiza colecciones de cortes histológicos de vegetales de importancia económica.
Realiza numerosas expediciones científicas a Francia, Argelia, Italia, Marruecos, España, Grecia, los Balcanes, Asia menor, China, Japón, Filipinas, México. Fue introductor de cultivos de numerosos frutos en EE. UU., especialmente dátiles.
Recibe la medalla Meyer en 1948 y la medalla Barbour en 1950.

## Obra
- The Botany of Citrus and Its Wild Relatives, 1943
- Our Agricultural Debt to China, 1945

## Honores

### Eponimia
- (Asteraceae) Distephanus swinglei (Humbert) H.Rob. & B.Kahn[1]
- La abreviatura «Swingle» se emplea para indicar a Walter Tennyson Swingle como autoridad en la descripción y clasificación científica de los vegetales.[2]

## Fuente
Traducción de los Arts. en lengua inglesa y francesa de Wikipedia.